# Sium medium
Sium medium är en flockblommig växtart som beskrevs av Fisch. och Carl Anton von Meyer. Sium medium ingår i släktet vattenmärken, och familjen flockblommiga växter. Inga underarter finns listade i Catalogue of Life.